# Werner Zöhl
Werner Zöhl (* 17. November 1926 in Stendal, Provinz Sachsen; † 20. Juli 2012 in Fischerhude, Niedersachsen) war ein deutscher Maler des Expressionismus.

## Leben
Werner Zöhl wurde im Jahre 1926 in Stendal in der Altmark geboren. Dort besuchte er das  Winckelmann-Gymnasium, an dem gegen Ende der Kriegszeit (ab 1942) der Maler und Grafiker Erwin Hahs zwischenzeitlich als Lehrer tätig war. Die beiden Maler verband daraufhin bis zum Tode Hahs' im März 1970 eine enge Freundschaft. Hahs, selbst ein expressionistischer Maler, begeisterte den jungen Zöhl für den Expressionismus und förderte ihn in seinem Wunsch, Maler zu werden. Zöhl, ab 1944 Soldat, geriet dann jedoch in englische Kriegsgefangenschaft, aus der er erst 1948 entlassen wurde. Danach zog er nach Bremen und widmete sich neben seiner Maurerlehre wieder intensiv der Malerei. Im Jahre 1951 wurde ihm der Preis „Junge Kunst Niedersachsen“ verliehen, außerdem hatte Zöhl die Möglichkeit, Kunstkurse im In- und Ausland zu besuchen. In jener Zeit begann auch seine Freundschaft mit Hans Meyboden und Erhart Mitzlaff. 1955 heiratete Zöhl seine Partnerin Margarete. Drei Jahre später hatte er die Gelegenheit, mit einer Delegation von Künstlern in die Sowjetunion zu reisen. Überhaupt war Zöhl Zeit seines Lebens sehr reisefreudig und bereiste Frankreich, Polen, Griechenland, die USA, Tansania, Andalusien, Italien, Ungarn und die Türkei. Zöhl war außerdem Mitbegründer des „Neuen Forums“ in Bremen.
Im Jahre 1964 erfolgte der Umzug nach Quelkhorn in die Nähe des Künstlerdorfes Fischerhude (heute eingemeindet) in die Surheide. Dort konnte er in Ruhe arbeiten und sich mit den ortsansässigen befreundeten Malern austauschen.
Im Jahre 1978 produzierte die ARD ein Fernsehporträt mit dem Titel „Ansichten eines Menschen“ über Zöhl.
Werner Zöhl verstarb am 20. Juli 2012 in seinem Wohnhaus in Fischerhude. Im Juni 2016 wurde das Zöhl-Museum in jenem Ort eröffnet.

## Werk
Das Werk Werner Zöhls war zunächst geprägt von seinem frühen Lehrer Erwin Hahs, der als guter Bekannter des Bauhaus-Architekten Walter Gropius die Bauhaus-Ideen aufgegriffen und weiterentwickelt hatte. Hahs selbst formulierte seine malerische Formgebung wie folgt: „Die Form ist weder leihbar, noch wird sie diktiert. Sie ist eine Summe von Betrachtungen, die sich aus dem Inhalt, dem Material, aus der Ursache und dem Zweck der Aufgaben und aus dem Wesen des Gestaltenden ergibt.“
Nach der kriegsbedingten Unterbrechung seines künstlerischen Schaffens beschäftigte sich Zöhl nach seinem Umzug nach Bremen vor allem mit Paul Klee und Lionel Feininger. Er entwickelte daraufhin den für ihn typischen Stil: Charakteristisch für Zöhl wurden geometrische Farbflächen, die er zu Landschaften oder Stillleben montierte. Mit diesem Stil konnte er bereits in den 1950er Jahren erste Erfolge mit Ausstellungen in Braunschweig, Münster, Bremen und Hamburg feiern. Zudem zeichnete er Porträts für den „Evangelischen Literaturbeobachter“ und bekam öffentliche Aufträge für Kunst am Bau. Die Erlebnisse seiner vielen Reisen, die Stimmungen und die kulturellen Gegebenheiten der jeweiligen Länder flossen stets in Zöhls Kunst ein. So entstand bspw. in einem Sommerurlaub, den die Familie Zöhl im Jahre 1971 in Südfrankreich verbrachte, eine Werkgruppe mit sehr hellen südlichen Farbimpressionen.
Obwohl im Werk Zöhls die konkrete Darstellung eher selten anzutreffen ist, wird er nicht als abstrakter Künstler bezeichnet.
Traugott Koch schrieb in dem Buch „Blumenwald und Vogelbaum“ über das Werk von Werner Zöhl: „Aber darin, dass die Natur in sich Sinn und Stimmigkeit hat und mithin nicht sinnlos und bloßes Material ist, unterscheiden sich die Bilder Zöhls grundlegend tief von den meisten Zeitgenossen! … Und so tun sie unseren Augen gut.“

## Werner-Zöhl-Museum
Auf Initiative seiner Ehefrau und seines Sohnes wurde im Jahre 2016 ein Museum mitsamt einem Archiv seiner Bilder eröffnet. Zöhl hinterließ rund 8000 Werke, hiervon etwa die Hälfte in Form von Ölgemälden.

## Dokumentarfilm
- Ansichten eines Menschen, Fernsehportrait der ARD, 1978